# ララ州
ララ州（ララしゅう、スペイン語: Estado Lara、IPA: [esˈtaðo ˈlaɾa]）は、ベネズエラの州。州都はバルキシメトである。
2019年時点で1万9800平方キロに204万7800人が暮らす。

## 隣接州
- ファルコン州
- ヤラクイ州
- コヘデス州
- ポルトゥゲサ州
- トルヒージョ州
- スリア州

## 下位行政区
この州は下記の9ムニシピオ（基礎自治体）に分かれる。括弧内は各ムニシピオの中心教区。
1. アンドレス・エロイ・ブランコ市（サナレ）
2. クレスポ市（ドゥアカ）
3. イリバーレン市（バルキシメト）
4. ヒメネス市（キボル）
5. モラン市（エル・トクヨ）
6. パラベシーノ市（カブダレ）
7. シモン・プラナス市（サナレ）
8. トーレス市（カローラ）
9. ウルダネタ市（シキシケ）